# Penn Lake Park
Penn Lake Park est un borough situé au sud-est de la partie centrale du comté de Luzerne, en Pennsylvanie, aux États-Unis,. En 2010, il comptait une population de 308 habitants, estimée au 1er juillet 2020 à 306 habitants. Le borough est incorporé en 1976.

## Démographie
Lors du recensement de 2010, le borough comptait une population de 308 habitants. Elle est estimée, en 2020, à 306 habitants.

### Source de la traduction
- (en) Cet article est partiellement ou en totalité issu de l’article de Wikipédia en anglais intitulé « Penn Lake Park, Pennsylvania » (voir la liste des auteurs).